# Weird Fiction

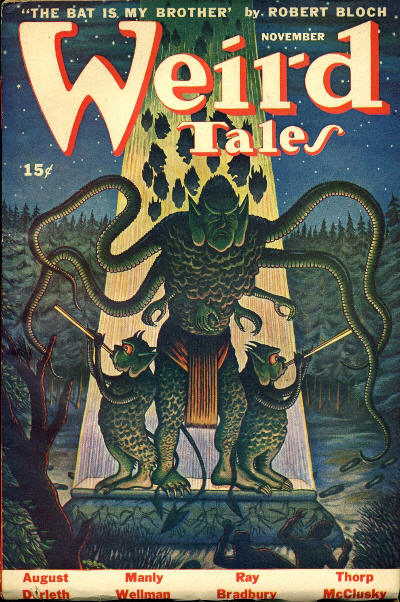
«Weird Tales», ноябрь 1944

«Weird fiction» или Странная фантастика («Вирд фикшн») — литературный поджанр фантастики, возникший в конце XIX — начале XX веков. В сюжетах этих произведений переосмысливаются традиционные элементы и персонажи жанра ужасов, такие как призраки, вампиры и оборотни. Произведения жанра обыгрывают нетипичные образы вымышленных существ и заставляют читателя сомневаться в фундаментальных основах реальности, уделяя больше внимания неосязаемым вещам, стирая грань между реальностью, сном, и фантазиями.
Известные в жанре писатели, такие как Чайна Мьевиль, перефразируют Гёте и утверждают, что «странная фантастика» вызывает ощущение сверхъестественного ужаса. Мьевиль приводит в качестве примера «щупальца» как непременный атрибут вымышленных существ в работах данного типа. Щупальце — тип конечности, отсутствующий у большинства чудовищ из европейского фольклора и готической литературы, но часто присутствующий у чудовищ в произведениях Говарда Филлипса Лавкрафта; и других писателей, таких как: Уильям Хоуп Ходжсон, Монтегю Родс Джеймс, Кларк Эштон Смит, Август Дерлет и других. Термин weird fiction в основном использовался в качестве исторического названия для произведений ужасов 1930-х годов, затем жанр пережил возрождение в 1980-х и 1990-х годах, и ныне продолжает развиваться.

## Определение

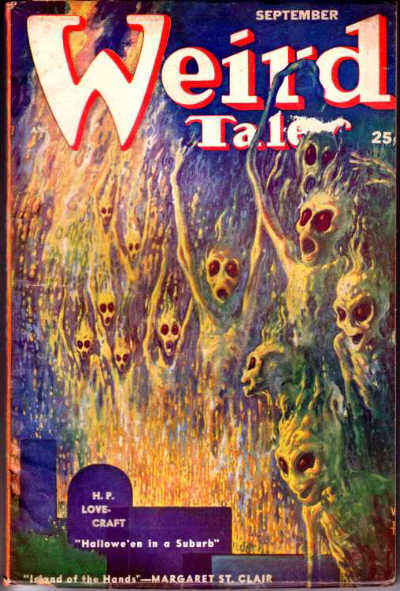
«Weird Tales», Сентябрь 1952

Одним из основателей жанра является Говард Филлипс Лавкрафт, который относил свои произведения к жанру «Странной фантастики» и «Космического ужаса». Лавкрафт отметил ряд классических писателей, повлиявших на этот жанр в своем эссе «Сверхъестественный ужас в литературе». Современными яркими представителями жанра являются Томас Лиготти, Чайна Мьевиль, Джефф Вандермеер и другие.
Джон Клют пишет, что «Странная фантастика» заимствует черты «жанров фэнтези, сверхъестественной фантастики и ужасов, воплощающих мотивы трансгрессии».
Чайна Мьевиль пишет, что «Странная фантастика» представляет собой: «прерывистые и едва уловимые черты черной фантастики и тёмного фэнтези («ужасы» плюс «фэнтези») с участием нетипичного вида инопланетян (таким образом, плюс «научная фантастика»)».
Джеффри Эндрю Вайншток пишет, что «старая Странная фантастика конца XIX — начала XX века использует элементы жанров ужаса, научной фантастики и фэнтези, чтобы продемонстрировать бессилие и ничтожность человека перед огромной Вселенной, которую населяют злонамеренные силы, намного превосходящие людей, которые не способны их понять или контролировать их воздействие».
Джефф Вандермеер и Энн Вандермеер описывают «Странную фантастику» как модные тенденции в литературе ужасов, а не как отдельный жанр художественной литературы сам по себе.

## История

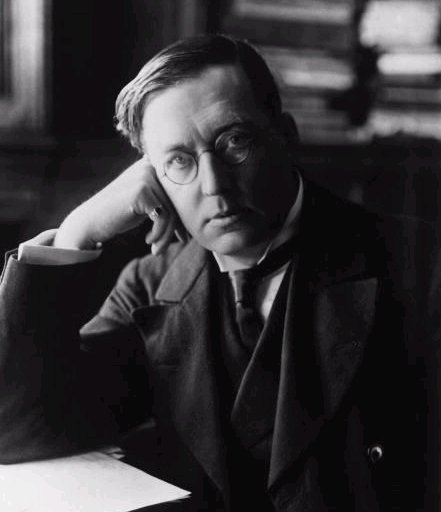
Монтегю Родс Джеймс

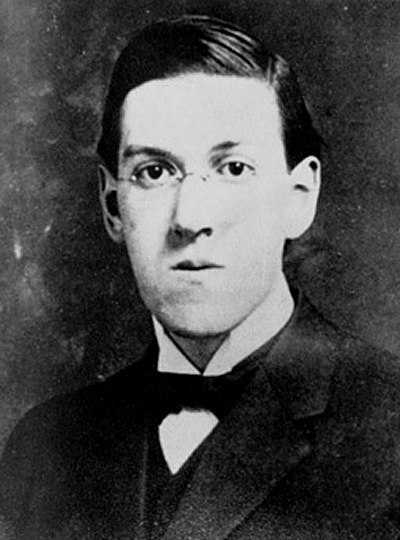
Лавкрафт, последователь По

Термин «Странная фантастика» не упоминался до XX века и начала творчества Эдгара По, которого считают первопроходцем в жанре сверхъестественной фантастики. Лавкрафт определил По как первого автора особого типа сверхъестественной фантастики, отличной от традиционной готической литературы. Он отметил более поздних авторов, которые ссылались на По как создателя «Странной фантастики». Шеридан Ле Фаню также считается одним из первых писателей, работавших в этом жанре.
Литературные критики XIX века иногда использовали термин «Странный» (англ. Weird) для описания сверхъестественной фантастики. Журнал «Scottish Review» в статье 1859 года отметил влияние Эдгара По, Эрнста Гофмана и Вальтера Скотта, заявив, что трое писателей обладали «силой странной фантастики». Ирландский журнал «The Freeman's Journal» в обзоре «Дракулы» Брэма Стокера назвал роман «диким и странным», а не готическим. Вайншток предположил, что был период «Старой странной фантастики» (англ. Old Wierd Fiction), который длился с конца XIX до начала XX веков. С. Т. Джоши и Мьевиль утверждали, что между 1880 и 1940 годами был период «Высоких странностей» (англ. Haute Weird), когда начал публиковать свои произведения Артур Мейчен и Кларк Эштон Смит.
В конце XIX века было несколько британских писателей, связанных с декадентским движением, чьи работы назвали «Странной фантастикой»: Артур Мейчен, Мэттью Фипс Шил, Эрик Стенбок, Роберт Мюррей Гилкрист. Среди других новаторских британских писателей-фантастов были: Алджернон Блэквуд, Уильям Хоуп Ходжсон, лорд Дансени, Артур Мейчен, Монтегю Родс Джеймс и другие.
Американский журнал «Weird Tales» опубликовал множество рассказов с марта 1923 года по сентябрь 1954, которые оказали влияние и способствовали популяризации жанра «Странной фантастики». Редактор журнала Фарнсворт Райт часто использовал термин «Странная фантастика» для описания типов опубликованных им произведений. Таким образом, авторы произведений журнала «Weird Tales» тесно связаны с становлением жанра «Странной фантастики», особенно: Говард Лавкрафт, Кларк Эштон Смит, Фриц Лейбер, Роберт Блох и другие. Среди других журналов, публиковавших прозу подобного толка, были: «Strange Tales» (под редакцией Гарри Бейтса), «United Amateur», «The National Amateur», «Wolverine», «Tryout», «Amazing Stories», «Astounding Stories», «Unknown Worlds» и другие.
Говард Лавкрафт использует термин «Weird fiction» и упоминает Странных фантастов в своем эссе «Сверхъестественный ужас в литературе»:

В истинной Странной истории есть нечто большее, чем тайное убийство, окровавленные кости или простыня с гремящими цепями. В них определённо ощутима атмосфера беспредельного и необъяснимого ужаса перед внешними и неведомыми силами; и должен быть зловещий намек, высказанный всерьез, как и приличествует предмету, на самую ужасную мысль человека — о страшной и реальной приостановке или низвержение тех непреложных законов Природы, которые являются нашей единственной защитой против хаоса и демонов запредельного космоса.
Оригинальный текст (англ.)The true weird tale has something more than secret murder, bloody bones, or a sheeted form clanking chains according to rule. A certain atmosphere of breathless and unexplainable dread of outer, unknown forces must be present; and there must be a hint, expressed with a seriousness and portentousness becoming its subject, of that most terrible conception of the human brain—a malign and particular suspension or defeat of those fixed laws of Nature which are our only safeguard against the assaults of chaos and the daemons of unplumbed space.

С. Т. Джоши описывает термин «Странная фантастика» в своей книге «The Weird Tale» (1990):

Странные истории существовали уже в период 1880–1940 годов, но не как жанр, а как следствие мировоззрения. Я использую термин Странные истории так же, как это делал Лавкрафт. Предложенный им термин является самым удачным и широким. Я нахожу термин «История с привидениями» особенно утомительным, хотя он и получил широкое распространение.
Странные истории стали определённым жанром лишь когда они ушли «в Андерграунд»; это событие, по-видимому, вызвало презрительное отвержение всех странных произведений со стороны академических критиков. На рубеже веков многие «мейнстримные» писатели, от Уильяма Дина Хауэллса («Сомнительные формы», 1903) до Мэри Элеонора Уилкинс Фримен («Ветер в кусте роз», 1903), не стесняясь, выпускали сборники странных рассказов. Роберт Уильям Чемберс (1865–1933) опубликовал в 1890-х годах несколько томов странной фантастики; Странные рассказы и романы исторического романиста Ф. Мэриона Кроуфорда («Блуждающие призраки», 1911) также пронизаны Странным. Появление бульварных журналов не привело к немедленному изгнанию Странных историй в литературное гетто; Фрэнк Эндрю Манси и другие писали похожие рассказы по жанру.
Выход журнала «Weird Tales» (1923–1954) фактически ознаменовал сомнительный водораздел: с этого момента Странные истории почти полностью исчезают из традиционных «красивых» журналов. Август Дерлет и Дональд Вандрей основали «Arkham House» в 1939 году, оказав сильное влияние на публикацию и признание Странной фантастики. В 1920–1930 годы вышли странные произведения: «Холодная гавань» Фрэнсис Бретт Янг (1925), «Место под названием Дагон» Герберт Горман (1927), «Теневая тварь» Х. Б. Дрейк (1928) и «Леди, которая пришла погостить» Р. Э. Спенсер (1931).
Сверхъестественный ужас — самая обширная часть странных историй и в этом томе в неё попадает большая часть работ Мейчена, Блэквуда, Бирса и Лавкрафта.  История о привидениях (в узком смысле этого слова) концептуально является лишь разновидностью сверхъестественных историй ужасов, но у неё практически независимая история. Странная фантастика развивается уже 200 лет.
Оригинальный текст (англ.)The weird tale, in the period covered by this volume (generally 1880–1940), did not (and perhaps does not now) exist as a genre but as the consequence of a world view. I use the term “weird tale” more or less as Lovecraft did. 
I am still convinced that the term he coined is the most felicitous and wide-ranging. I find the term “ghost story” particularly irksome, although it has gained wide usage.
It might almost be said that the weird tale became a definite genre only when it went “underground,” an event that appears to have caused the contemptuous dismissal of all weird work on the part of academic critics. At the turn of the century many “mainstream” writers, from William Dean Howells (Questionable Shapes, 1903) to Mary E. WilkinsFreeman (The Wind in the Rose-Bush, 1903), felt no compunction in issuing collections of weird tales in the course of their careers. Robert W. Chambers (1865–1933) published several volumes of weird fiction in the 1890s; historical novelist F. Marion Crawford’s weird tales were gathered posthumously (Wandering Ghosts, 1911), although some of his novels are also laced with the weird. The advent of the pulp magazines did not immediately banish the weird tale to a literary ghetto; Munsey’s published horror stories but also fiction of many other types.
The establishment of Weird Tales (1923–54) could be said to have effectively marked a dubious watershed: from this point on, the weird disappears almost entirely from traditional “slick” or general-interest magazines.
August Derleth and Donald Wandrei founded Arkham House in 1939, —this what a momentous—effect this act would have on the publication and recognition of weird fiction. In the twenties and thirties mainstream publishers were still willing to issue weird work—Francis Brett Young’s Cold Harbour (Knopf, 1925), Herbert S. Gorman’s The Place Called Dagon (George H. Doran, 1927), H. B. Drake’s The Shadowy Thing (Vanguard, 1928), and R. E. Spencer’s The Lady Who Came to Stay (Knopf, 1931). 
Supernatural horror is perhaps the most copious subset of the weird tale, and in this volume the bulk of the work of Machen and Blackwood, a significant amount of Bierce, and much of the early Lovecraft will fall into it. The ghost story (in the proper narrow sense) is conceptually only a subset of the supernatural horror story, but it has had a virtually independent history.

С. Т. Джоши выделяет несколько разделов «Странной фантастики»: сверхъестественная фантастика (франц. Fantastique), истории с привидениями, «квази» научная фантастика, фэнтези, амбивалентная реальность и примеры неоднозначных работ.
С. Т. Джоши в книге «The Modern Weird Tale: A Critique of Horror Fiction» (2001) пишет, что подчеркнул термин у Лавкрафта, который совместил Странную фантастику и научную фантастику. Упадок бульварной прессы в 1940-х годах привел к возрождению книгоиздания в мягкой обложке, когда стали процветать жанры детектив и научная фантастика, но не Странная фантастика. Бум жанра ужасов в 1970-х привел к упадку качества Странной фантастики, которая стала чрезвычайно коммерческим явлением. Ныне «Странная фантастика» стала очень небольшим жанром, а читатели все больше сталкиваемся со зловещим термином «Ужастик» как общим понятием.
Хотя Лавкрафт был одним из немногих авторов начала XX века, относивших своё творчество к «Странной фантастике», этот термин был переосмыслен в более современных произведениях волны «Новых странных». Многие писатели ужасов также отнесли свое творчество к традициям «Странной фантастики». Клайв Баркер относил свою сверхъестественную фантастику к подзаголовку Fantastique. Рэмси Кэмпбелл также ссылался на этот термин и является последователем Лавкрафта.

## «Новые странные»
В конце 1990-х — начале 2000-х в американском литературоведении закрепился термин «Новые странные» или «Новая странность» (англ. New weird). На русский он часто переводится, как «Новые странные», чтобы подчеркнуть связь с конкретными литераторами, объединившимися в своеобразное движение. В первую очередь, под ними подразумеваются Чайна Мьевиль и Джефф Вандермеер.
Термин new weird неоднократно подвергался критике за то, что является скорее маркетинговым инструментом. Впрочем, об этом, как о способе привлечь читателей, открыто сообщал и сам Джефф Вандермеер, главный его популяризатор. Несмотря на это, термин прижился.
К ярким представителям «Новых странных» относятся, помимо неоднократно упомянутых Вандермеера и Мьевиля, Пол ди Филиппо, Аластер Рейнольдс, Жюстина Робсон, Стэфани «Стэф» Суэйнстон и другие.
Литературные критики отмечают, что задача категоризации и чёткого описания данного направления сложна. В том числе из-за спекулятивных заявлений и методах составления антологий, к которым прибегают энтузиасты движения. Так, например, профессор литературы Робин Энн Райд заявила, что «общая договорённость об использовании термина [в том, чтобы] подрывать клише фантастического, поставить [читателя] в неудобное положение, а не утешать». А писатель Гарднер Дозуа написал, что «антология Вандермееров (Прим. — The New Weird) по прочтении, оставила меня в том же замешательстве относительно того, что такое „Новая странность“, как и когда я только начинал чтение».
Однако иногда предпринимаются попытки выявить характерные элементы:
1. Враждебность к традиционному фэнтези и эпигонству. Авторы New Weird создают собственные миры — нередко гротескные, фантасмагорические или просто необычные, неподдающиеся прямым сравнениям;
2. Эклектичность: сочетание научной фантастики, фэнтези и хорроров;
3. Преимущественно — городские декорации, а не условное Средневековье;
4. Течение вдохновлено творчеством Говарда Лавкрафта и Мервина Пика.

## В России
Попытку категоризации жанра в литературоведении предприняли исследователи Анастасия Липинская и Александр Сорочан, однако, столкнулись со сложностью, ввиду существующего разнообразия определений. Свою работу они завершили выводом: «мы видим новые перспективы изящной словесности — необычные и странные, как само слово». Писатель и критик Илья Пивоваров сформулировал эстетическую категорию, как «остаться в недоумении, обнаружить Тайну и не разгадать её».
Черты странной фантастики можно найти у таких русскоязычных писателей, как Николай Гоголь, Леонид Андреев, Александр Беляев, Александр Грин, Михаил Булгаков, Андрей Платонов. У Владимира Сорокина, Виктора Пелевина, Ильи Масодова, в позднем творчестве Братьев Стругацких и других. Интересным представляется факт, что Говард Филипс Лавкрафт, судя по перечню книг его домашней библиотеки, был знаком с произведениями Леонида Андреева. Уже в XXI веке рассказ Андреева «Он», в переводе писателя Владислава Женевского, был опубликован на знаковом интернет-ресурсе Weird Fiction Review.
В XXI веке в России появился ряд изданий специализирующихся на жанре. Это сетевые и малотиражные журналы «Аконит», Fantomas и «Найди лесоруба». Кроме того, популяризацией жанра активно занимается сетевой журнал Darker.
Яркими авторами, работающими в жанре, являются Владислав Женевский, Илья Пивоваров, Алексей Жарков, Михаил Павлов и другие.

## Известные писатели
Выше сообщалось о сложности строгой категоризации произведений жанра и/или писателей, творивших в нём. Так, например, элементы жанра и темы можно найти в модернистской литературе Генри Джеймса и Франца Кафки, в сюрреалистических произведениях, например Бруно Шульца, и у авторов, которых относят к направлению «магический реализм». Задача категоризации упрощается с теми авторами, которые либо занимались осмыслением литературного процесса, как Говард Лавкрафт, либо напрямую относили свои работы к этому жанру, например, как это случилось с писателями движения «Новые странные».
- Ранние представители: Эдгар По, Джозеф Шеридан Ле Фаню, Густав Майринк, Жан Рей, Стефан Грабинский, Элджернон Блэквуд, Генри Джеймс и другие.
- Расцвет жанра: Говард Лавкрафт, Кларк Эштон Смит, Август Дерлет, Роберт Говард, Роберт Блох, Фрэнк Белнап Лонг, Рэмси Кэмпбелл, Генри Каттнер, Лин Картер, Брайан Ламли, Леонора Каррингтон, Хорхе Луис Борхес, Рэй Брэдбери, Уильям Берроуз, Октавия Батлер, Хулио Кортасар, Филипп Дик, Ширли Джексон, Харуки Мураками, Мервин Пик, Амос Тутуола и другие.
- Современные писатели: Стивен Кинг, Клайв Баркер, Нил Гейман, Дзюндзи Ито, Томас Лиготти, Пол ди Филиппо, Аластер Рейнольдс, Чайна Мьевиль, Джефф Вандермеер и другие.
- Слипстрим: Брюс Стерлинг и другие.

| До 1940 | 1940–1980 | 1980– |
| --- | --- | --- |
| - Рюносукэ Акутагава - Роберто Арльт - Р. Г. Барлоу - Э. Ф. Бенсон - Амброуз Бирс - Алджернон Блэквуд - Роберт Блох - Марджори Боуэн - Джон Бьюкен - Михаил Булгаков - Леонора Кэррингтон - Роберт У. Чемберс - Леонард Клайн - Мэри Элизабет Коунселман - Вальтер де ла Маре - Август Дерлет - Лорд Дансени - Э. Р. Эддисон - Гай Эндор - Роберт Мюррей Гилкрист - Стефан Грабиньский - Александр Грин - Николай Гоголь - Сакутаро Хагивара - Л. П. Хартли - У. Ф. Харви - Натаниэль Готорн - Лафкадио Хирн - Георг Хейм - Уильям Хоуп Ходжсон - Эрнест Теодор Амадэус Хоффманн - Роберт Говард - Карл Якоби - Генри Джеймс - М. Р. Джеймс - Франц Кафка - К. Ф. Кири - Альфред Кубин - Генри Каттнер - Вернон Ли | - Роберт Эйкман - Дж. Г. Баллард - Чарльз Бомонт - Олимпия Бхели-Кенум - Джером Биксби - Хорхе Луис Борхес - Рэй Брэдбери - Уильям С. Берроуз - Октавия Э. Батлер - Рэмси Кэмпбелл - Анджела Картер - Хулио Кортасар - Филип К. Дик - Томас М. Диш - Харлан Эллисон - Филип Дрюйе - Филип Джозеф Фармер - Ширли Джексон - Стивен Кинг - Танит Ли - Дочь Джозефа Шеридана - Фриц Лейбер - Дэвид Линдси - Фрэнк Белнап Лонг - Г. Ф. Лавкрафт - Артур Мейчен - Дафна дю Морье - Авраам Меррит - Густав Майринк - К. Л. Мур - Фитц Джеймс О'Брайен - Оливер Лук - Томас Оуэн - Эдгар Аллан По - Орасио Кирога - Ранчо Эдогава - Жан Рэй - Тодд Роббинс - Эрик Фрэнк Рассел - Бруно Шульц - Марсель Швоб - Вальтер Скотт - Мэри Шелли - М. П. Шил - Уильям Миллиган Слоан III - Кларк Эштон Смит - Эрик Стенбок - Фрэнсис Стивенс - Брэм Стокер - Теодор Стерджен - Алексей Константинович Толстой - Э. Х. Висиак - Х. Рассел Уэйкфилд - Хью Уолпол - Эванджелин Уолтон - Дональд Вандрей - Говард Вандри - Герберт Уэллс - Эдвард Лукас Уайт - Генри С. Уайтхед - Джордж Р.Р. Мартин - Ричард Мэтисон - Август Монтеррозо - Майкл Муркок - Харуки Мураками - Джойс Кэрол Оутс - Мервин Пик - Джоанна Расс - Сарбан - Уильям Сэнсом - Клод Сеньоль - Маргарет Ст. Клер - Питер Штрауб - Джеймс Типтри-младший - Амос Тутуола - Джек Вэнс - Чарльз Эдвард Вагнер - Мэнли Уэйд Веллман - Гаан Уилсон - Джин Вулф | - Дэниел Абрахам - Михал Айваз - Натан Баллингруд - Клайв Баркер - Лэрд Бэррон - Дэвид Бошар - К. Джей Бишоп - Джеймс П. Блейлок - Джаннина Браски - Поппи З. Брайт - Кевин Брокмайер - Чарльз Бернс - Джонатан Кэрролл - Дэвид Ф. Кейс - Майкл Шейбон - Майкл Циско - Нэнси Коллинз - Брендан Коннелл - Андрей Дашков - Марк З. Данилевски - Жюно Диас - Дуг Дорст - Майкл Догерти - Хэл Дункан - Кэтрин Данн - Деннис Этчисон - Брайан Эвенсон - Пол Ди Филиппо - Джеффри Форд - Карен Джой Фаулер - Нил Гейман - Феликс Гилман - Жан Жиро - Элизабет Хэнд - М. Джон Харрисон - Брайан Ходж - Вольфганг Хольбейн - Саймон Ингс - Дзюнджи Ито - Алехандро Ходоровски - Стивен Грэм Джонс - Кейтлин Р. Кирнан - Т. Э. Д. Кляйн - Кэте Коджа - Лина Крон - Марк Лэйдлоу - Джей Лейк - Марго Ланаган - Джон Ланган - Джо Р. Лэнсдейл - Дебора Леви - Томас Лиготти - Келли Линк - Брайан Ламли - Кармен Мария Мачадо - Илья Масодов - Майкл Макдауэлл - Линкольн Мишель - Чайна Мьевиль - Сара Монетт - Грант Моррисон - Реза Негарестани - Скотт Николай - Джефф Нун - Дэвид Оул - Бен Окри - Оцуичи - Хелен Ойеми - Бенуа Питерс - Кэмерон Пирс - Рэйчел Поллак - Тим Пауэрс - Вилум Хопфрог Мопс - Джозеф С. Пулвер-старший - Кэт Рэмбо - Алистер Ренни - Мэтт Рафф - София Саматар - Франсуа Шуитен - Люциус Шепард - Уильям Браунинг Спенсер - Саймон Странцас - Чарльз Стросс - О Сон Дэ - Р. Л. Стайн - Стеф Суэйнстон - Джеффри Томас - Карин Тидбек - Лиза Таттл - Стивен Атли - Джефф ВандерМеер - Алия Уайтли - Лиз Уильямс - Чет Уильямсон - Ф. Пол Уилсон - Кристофер Ховард Вольф |